# Exploring the Ancient Greek Language and Culture
Exploring the Ancient Greek Language and Culture (englisch für „Erkundung der antiken griechischen Sprache und Kultur“) ist ein jährlich stattfindender internationaler Altgriechisch-Wettbewerb für Gymnasiasten der letzten Klasse, der in Europa und Mexiko abgehalten und vom griechischen Ministerium für Erziehung und religiöse Angelegenheiten ausgeschrieben wird.

## Organisation
Der Wettbewerb wird vom „Direktorat für Internationale Beziehungen in der Erziehung“ des Griechischen Ministeriums für Erziehung und religiöse Angelegenheiten durchgeführt. Mitorganisatoren sind die Organisation „Hellenic Language Heritage“, die „Vereinigung griechischer Philologen“, das „Europäische Kulturzentrum Delphi“, die „Organisation für die Internationalisierung der griechischen Sprache“ und die „Gesamtgriechische Vereinigung der Lehrer für griechische Sprache und Zivilisation“.
Die Teilnehmer des Wettbewerbs sind Gymnasiasten der Abschlussklassen in allen europäischen Ländern sowie in Mexiko; für griechische und zypriotische Teilnehmer gilt eine gesonderte Wertung. Im Jahr 2007/2008 nahmen insgesamt 3532 Schüler von 551 Schulen an dem Wettbewerb teil, knapp 2700 davon aus Griechenland und Zypern. Dabei wird zunächst unter allen Teilnehmern eines Landes in einer nationalen Ausscheidung ein Sieger ermittelt, der wiederum im internationalen Vergleich gewertet wird. Der beste Teilnehmer jedes teilnehmenden Landes wird zur Preisverleihung in Athen sowie zu einer einwöchigen Reise durch Griechenland eingeladen, die vom Griechischen Ministerium für Erziehung und religiöse Angelegenheiten organisiert wird.

## Ziele
Das Ziel des jährlichen Wettbewerbs ist die Förderung der klassischen Philologie unter den Schülern an Gymnasien ganz Europas und Mexikos, an denen auch Altgriechisch unterrichtet wird. Außerdem soll die Bedeutung der klassischen Philologie bekräftigt, die europäische Dimension der Antike hervorgehoben, die Beziehungen zwischen den Ideen und Werten der klassischen Antike mit den fundamentalen Grundwerten der europäischen Geschichte und Zivilisation betont und das Altgriechische als ein Mittel des Ausdrucks humanistischen Gedankenguts und Werte verständlich gemacht werden. Nicht zuletzt wird jedoch auch die Stärkung der klassischen Philologie durch den Austausch von Erfahrungen der Schüler und Lehrer an europäischen Schulen bezweckt.

## Gewinner
| Jahr | Erster Platz                                                | Zweiter Platz                                                      | Dritter Platz                                                                                |
| ---- | ----------------------------------------------------------- | ------------------------------------------------------------------ | -------------------------------------------------------------------------------------------- |
| 2008 | Johannes Isépy, Deutschland ex aequo: Karen Levrie, Belgien | Mario Joachim, Frankreich ex aequo: Jéssica Navarro Diana, Spanien | Eleni Krikona, Belgien (griechisches Gymnasium im Ausland) ex aequo: Stefano Burlan, Italien |
| 2007 | Matthias Bartl, Österreich                                  | Sofija Hohnjec, Serbien                                            | Adrien Dieudonné, Frankreich                                                                 |
| 2006 | Matthias Hoernes, Österreich                                | Marina Barone, Italien                                             | Tania Torres, Spanien ex aequo: Manuel Muñoz García, Spanien                                 |